# Râul Boia Mică
Râul Boia Mică este un curs de apă, unul din cele două brațe care formează Râul Boia. Se formează la confluența a două brațe Suru și Budislavu